# Isolabus indigaceus
Isolabus indigaceus es una especie de coleóptero de la familia Attelabidae.

## Distribución geográfica
Habita en Laos y Vietnam.